# 茹拉基
48°44′29″N 24°29′21″E / 48.74139°N 24.48917°E
茹拉基（烏克蘭語：Жураки），是烏克蘭西部的村莊，隸屬伊萬諾-弗蘭科夫斯克州的伊萬諾-弗蘭科夫斯克區。該村面積18平方公里，2001年人口1,903，人口密度每平方公里105.7人。